# Leone Morinelli
Leone Morinelli (ur. 8 marca 1936) – włoski duchowny rzymskokatolicki, benedyktyn, w 2013 administrator apostolski Santissima Trinità di Cava de’ Tirreni.

## Życiorys
Święcenia kapłańskie przyjął 11 maja 1960. 1 lipca 2013 został mianowany administratorem apostolskim Santissima Trinità di Cava de’ Tirreni. 14 grudnia 2013 zrezygnował z urzędu.